# Tommaso II Sanseverino
Tommaso II Sanseverino (1255 circa – 25 settembre 1324) è stato un nobile italiano, conte di Marsico e Tricarico, e barone di Sanseverino, noto per aver fondato la certosa di Padula, dal 1998 patrimonio UNESCO.

## Biografia
Figlio di Ruggero II Sanseverino e Teodora d'Aquino, nacque intorno al 1255. Divenne conte di Marsico, barone di Cilento, Diano, Magliano Vetere, Sanseverino e Sant'Angelo a Fasanella (che divise poi tra i figli), e signore di Atena (dal 1295), Camerota, Casal Boni Ripari, Castelluccio Cosentino, Centola, Corbella, Cuccaro (dal 1291), Lauria, Monteforte, Padula (dal 1301), Pantoliano, Policastro (dal 1305), Polla, Postiglione (dal 1295, ma vi rinunciò nel 1298), Sanza (dal 1294) e Serre. Scortò nell'ottobre 1310 il duca di Calabria Carlo d'Angiò per accogliere il nuovo re del Regno di Napoli Roberto d'Angiò, di ritorno da Avignone. Tommaso subì molto l'influenza dello zio, san Tommaso d'Aquino, che più di una volta aveva soggiornato presso il castello di Arechi, ove ebbe una delle sue estasi: infatti, si interessò attivamente per la glorificazione dello zio. Nel 1284 al padre Ruggero II fu affidata da Carlo II d'Angiò, all'epoca dei Vespri siciliani principe di Salerno e vicario generale di suo padre Carlo I, la custodia e la difesa di Salerno dai ribelli, mentre Tommaso, che dallo stesso principe venne nominato capitano, era stato mandato a difendere il litorale che da Salerno va a Policastro. Morì il 25 settembre 1324, all'età di circa 72 anni, venendo sepolto nella cappella della certosa di Padula.

## Discendenza
Tommaso II Sanseverino si sposò due volte: la prima volta con Isuarda di Corbano, figlia di Amelio, che gli portò in dote 500 once e dalla quale ebbe come unico figlio Enrico, mentre la seconda volta con Sveva d'Avezzano, unica figlia ed erede di Grismondo e ultima discendente del suo casato, che, vedova di Filippo Polliceno, gli portò in dote la contea di Tricarico con annesso titolo comitale e dalla quale ebbe quattro figli, Jacopo, Guglielmo, Roberto e Ruggero.

## Ascendenza
|                        |                     |                     | Genitori                      |  |  | Nonni                 |  |  | Bisnonni                |  |
|                        |                     |                     |                               |  |  | Tommaso I Sanseverino |  |  | Guglielmo I Sanseverino |  |
|                        |                     |                     |                               |  |  | Tommaso I Sanseverino |  |  | Guglielmo I Sanseverino |  |
|                        |                     | Isabella di Marsico |                               |  |  | Tommaso I Sanseverino |  |  |                         |  |
| Ruggero II Sanseverino |                     |                     |                               |  |  | Tommaso I Sanseverino |  |  |                         |  |
|                        |                     | Perna di Morra      | Enrico di Morra               |  |  |                       |  |  |                         |  |
|                        |                     | Perna di Morra      | Enrico di Morra               |  |  |                       |  |  |                         |  |
|                        |                     | Perna di Morra      | ?                             |  |  |                       |  |  |                         |  |
| Tommaso II Sanseverino |                     | Perna di Morra      |                               |  |  |                       |  |  |                         |  |
|                        | Landolfo I d'Aquino | Aimon I d'Aquino    |                               |  |  |                       |  |  |                         |  |
|                        | Landolfo I d'Aquino | Aimon I d'Aquino    |                               |  |  |                       |  |  |                         |  |
|                        | Landolfo I d'Aquino | ?                   |                               |  |  |                       |  |  |                         |  |
| Teodora d'Aquino       | Landolfo I d'Aquino |                     |                               |  |  |                       |  |  |                         |  |
|                        |                     | Teodora di Chieti   | Godefroi "Le Jeune" Galluccio |  |  |                       |  |  |                         |  |
|                        |                     | Teodora di Chieti   | Godefroi "Le Jeune" Galluccio |  |  |                       |  |  |                         |  |
|                        |                     | Teodora di Chieti   | ?                             |  |  |                       |  |  |                         |  |
|                        |                     | Teodora di Chieti   |                               |  |  |                       |  |  |                         |  |

## Opere

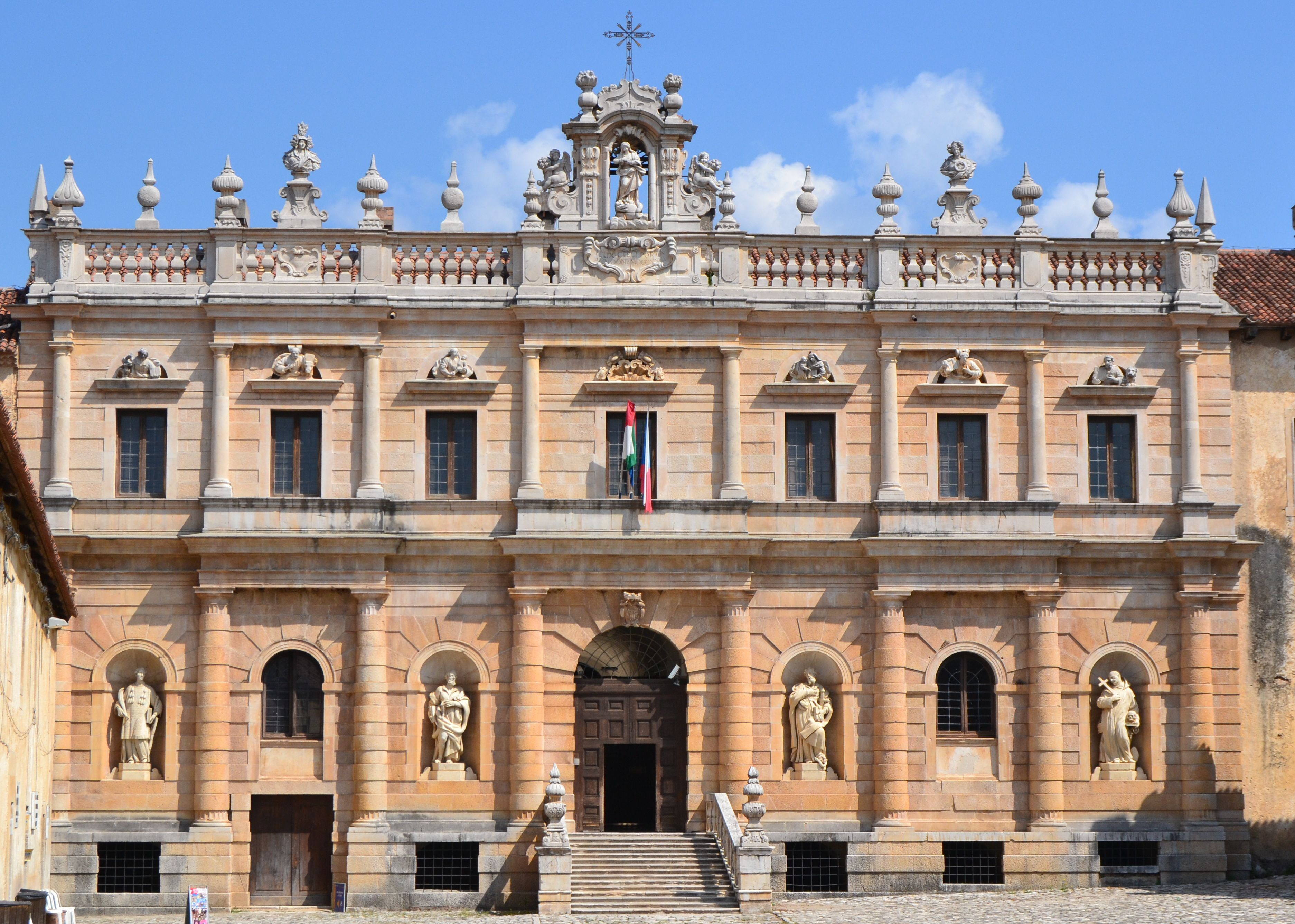
Facciata interna della certosa di Padula

Tommaso II Sanseverino è noto per aver fatto costruire nel 1306 la certosa di Padula, i cui lavori di edificazione cominciarono il 28 gennaio, sotto la supervisione del priore della certosa di Trisulti, sul sito di un preesistente cenobio. Il 17 aprile il re del Regno di Napoli Carlo II d'Angiò ne confermò la fondazione. I lavori proseguirono, con ampliamenti e ristrutturazioni, fino al XIX secolo. Si tratta del complesso certosino più grande d'Italia, dichiarato nel 1998 patrimonio UNESCO.
Le ragioni della costruzione furono essenzialmente politiche. Il Sanseverino, con la costruzione della certosa, voleva ingraziarsi i reali angioini del Regno di Napoli: i certosini erano un ordine religioso francese; la casa generalizia, fondata nel 1084 da san Brunone, si trovava a Grenoble, e quindi la fondazione non poteva che essere gradita al sovrano angioino. Quando il monastero fu in grado di accogliere i monaci di san Brunone, il conte Tommaso inviò al generale di Grenoble, il privilegio di donazione. Poco dopo, riunitosi il capitolo a Grenoble, furono mandati alla certosa i padri e il priore Giovanni Tommaso di Vico, per stabilirvi l'osservanza della regola. Inoltre la posizione della certosa consentiva il controllo del territorio e dei grandi campi fertili circostanti, dove venivano coltivati i frutti dai monaci che gestivano il complesso, oltre al controllo delle vie che portavano alle regioni meridionali del Regno di Napoli.